# Uroš Kodelja
Uroš Kodelja (Nova Gorica, 15 de agosto de 1974) es un deportista esloveno que compitió en piragüismo en la modalidad de eslalon. Ganó una medalla de bronce en el Campeonato Europeo de Piragüismo en Eslalon de 1998, en la prueba de K1 por equipos.

## Palmarés internacional
| Campeonato Europeo | Campeonato Europeo                   | Campeonato Europeo | Campeonato Europeo |
| Año                | Lugar                                | Medalla            | Competición        |
| ------------------ | ------------------------------------ | ------------------ | ------------------ |
| 1998               | Roudnice nad Labem (República Checa) | Medalla de bronce  | K1 por equipos     |